# Cicindela bellissima
Cicindela bellissima är en skalbaggsart som beskrevs av Charles William Leng 1902. Cicindela bellissima ingår i släktet Cicindela och familjen jordlöpare.

## Underarter
Arten delas in i följande underarter:
- C. b. bellissima
- C. b. frechini